# NGC 2972
NGC 2972 = NGC 2999 ist ein offener Sternhaufen im Sternbild Segel des Schiffs und hat eine Winkelausdehnung von 5,0' und eine scheinbare Helligkeit von 9,9 mag. Er wurde am 9. Mai 1826 von James Dunlop entdeckt und wird auch als OCL 778 oder ESO 212-11 bezeichnet.